# Willowbrook, Illinois
Willowbrook är en ort (village) i DuPage County, i delstaten Illinois, USA. Enligt United States Census Bureau har orten en folkmängd på 8 598 invånare (2011) och en landarea på 7 km².